# Kathedraal en kerken van Etsjmiadzin en archeologisch Zvartnots
De Kathedraal en kerken van Etsjmiadzin en archeologisch Zvartnots is de naam van een werelderfgoed op verschillende bij elkaar horende locaties in Armenië die in 2000 zijn toegevoegd aan de Werelderfgoedlijst.
De locaties bestaan uit de volgende bouwwerken.
- In Etsjmiadzin:
  - Kathedraal van Etsjmiadzin
  - Kerk van Sint-Gayaneh
  - Kerk van Sint-Hripsimeh
  - Kerk van Sint-Shoghakat

- De ruïnes van Zvartnots

Etsjmiadzin is een plaats waar de 'moeder' kathedraal (de troon van de Armeens-Apostolische Kerk) is gevestigd. Het was de eerste legale christelijke kerk van Armenië. De kathedraal uit de 4e eeuw is een toonbeeld van de oude Armeense architectuur. De kathedraal in Etsjmiadzin is de eerste christelijke kerk ter wereld. Het werd zeventien jaar eerder gebouwd dan de kerk in Rome.
Vijf kilometer van Etsjmiadzin liggen de ruïnes van Zvartnots. Op deze archeologische plaats zijn de overblijfselen te zien van een kathedraal gebouwd in de 7e eeuw.